# New American Bible
Die New American Bible ist die katholische Bibelübersetzung, die in den USA im liturgischen Gebrauch verwendet wird. Sie wurde, anders als die bis Mitte des 20. Jahrhunderts in der englischsprachigen katholischen Kirche überwiegend verwendete Douay-Rheims-Bibel, nicht aus der lateinischen Vulgata, sondern aus den biblischen Ursprachen übersetzt. Nach ihrer Erstveröffentlichung 1970 erfuhr sie mehrere Revisionen. 
Die New American Bible darf nicht mit der New American Standard Bible verwechselt werden, einer anderen Bibelübersetzung aus derselben Zeit.